# Fryšták
Fryšták város Csehországban, a Zlíni járásban. Fryšták Žeranovice, Vlčková, Lukov, Lukoveček, Zlín és Racková településekkel határos. Lakosainak száma 3843 fő (2024. január 1.).

## Népesség
A település lakosságának változását az alábbi diagram mutatja:
| Lakosok száma | 2694 | 2953 | 3466 | 3821 | 3540 | 3656 | 3727 | 3699 | 3684 | 3843 |
|               | 1869 | 1910 | 1961 | 1999 | 2003 | 2008 | 2012 | 2016 | 2020 | 2024 |